# Радзивилл, Константин Николай
Князь Константин Николай Юзеф Радзивилл (10 июля 1902, Сташув — сентябрь 1944) — польский аристократ и землевладелец, офицер Армии Крайовой.

## Биография
Представитель польского княжеского рода Радзивиллов герба «Трубы». Третий сын князя Мацея Николая Якуба Станислава Радзивилла (1873—1920), графа на Шидловце, и графини Роза Потоцкой (1878—1931). Братья — Криштоф Николай Артур, Артур Николай Антоний и Мацей Николай Мария.
В 1924 году Константин Радзивилл закончил Торговую академию в Антверпене, в 1926 году — Школу Подхорунжих резерва кавалерии в Грудзендзе и получил чин подпоручика резервной кавалерии с назначением в 4-й полк конных стрелков в Плоцке. Затем управлял имением Зегрже.
В 1939 году в начале Второй мировой войны Константин Радзивилл принял участие в качестве добровольца в сентябрьской кампании, исполнял обязанности наблюдателя в аэропорту самостоятельной оперативной группы «Полесье» генерала Франца Клеберга. После капитуляции польской армии он вернулся домой.
6 октября 1939 года был арестован немцами и заключен в тюрьму в Пултуске, где находился до 18 марта 1940 года. Был освобожден из заключения усилиями Маврикия Потоцкого и его друга Иоанна Пионтковского, затем был выслан с семьей из имения Зегрже.
В апреле 1941 года Константин Радзивилл вступил в Союз Вооружённой Борьбы (с 1942 года — Армия Крайова), где получил должность квартирмейстера 3-го батальона Рейнского легиона в 7-м периметре варшавского округа «Ошейник». 19 апреля 1944 года получил чин поручика резерва. Также Константин Радзивилл с 1941 года принимал активное участие в работе руководством конспиративной организации землян, действовавшей на территории варшавского района для снабжения Армии Крайовой.
В сентябре 1944 года был убит немцами во время Варшавского восстания.

## Семья и дети
24 августа 1927 года женился на графине Марии Жолтовской (9 июня 1906 — 7 августа 1999), дочери графа Леона Жолтовского и Анны Межинской. Их дети:
- Криштоф Николай Мацей Леон (род. 17 августа 1928), женат с 1954 года княжна Мария Ядвига Чарторыйская (род. 1930)
- Ян Мацей Николай (5 февраля 1930 — 12 августа 2004), жена с 1962 года Эльжбета Карская (род. 1940)
- Альберт Иероним Николай (род. 14 июля 1931), жена с 1957 года княжна Анна Мария Чарторыйская (род. 1932)